# Karl Heberle
Karl Heberle (* 31. Mai 1943 in Zürich) ist ein ehemaliger Schweizer Radrennfahrer und nationaler Meister im Radsport.

## Sportliche Laufbahn
Heberle begann 1959 mit dem Radsport. Er bestritt sowohl Strassenradsport als auch Bahnradsport.
1962 qualifizierte er sich mit dem Sieg beim Rennen Rund um die Rigi für die damalige A-Klasse der Amateure in der Schweiz.
Sein bedeutendster Erfolg war der Sieg in der Schweizer Meisterschaft im Sprint der Amateure 1965.
1964 und 1965 war er Teilnehmer der UCI-Bahn-Weltmeisterschaften. Ende 1965 löste er eine Lizenz als Unabhängiger, um so auch an Rennen der Berufsfahrer teilnehmen zu können. 1967 wurde er Profi im Radsportteam Tigra, in dem auch der ehemalige Weltmeister Jean Jourden fuhr.

## Familiäres
Sein Vater und sein jüngerer Bruder Heinz Heberle waren ebenfalls Radrennfahrer.